# 奇里卡瓦 (亞利桑那州)
奇里卡瓦（英語：Chiricahua）是位於美國亞利桑那州科奇斯縣的一個非建制地區。該地的面積和人口皆未知。

## 地理
奇里卡瓦的座標為31°35′32″N 109°14′26″W / 31.59222°N 109.24056°W，而該地的平均海拔高度為1425米（即4675英尺）。